# Ceratomontia ruricola
Ceratomontia ruricola is een hooiwagen uit de familie Triaenonychidae.